# Stoletá válka
Stoletá válka byl konflikt mezi Anglií a Francií v letech 1337 až 1453. Válka oficiálně začala, když francouzský panovník Filip VI. z Valois zabavil anglickému králi Eduardovi III. jeho državy ve Francii, konkrétně vévodství Guyenne na jihozápadě Francie a v hrabství Ponthieu na severu Francie. Jako záminka, která Angličanům umožnila válku vyhlásit, jim posloužilo to, že Francouzi odmítli uznat nárok anglického krále Eduarda III. na francouzský trůn po tom, co o pár let dříve vymřela hlavní francouzská královská dynastie. Rovněž argumentovali problémy ve Flanderském hrabství, které sice bylo významným anglickým obchodním partnerem, ale francouzský král tam měl značný vliv, neboť flanderský hrabě byl leníkem francouzského panovníka. Zároveň Angličanům vadila francouzská podpora Skotska, které přitom bylo již delší dobu v konfliktu s anglickou monarchií.
Tzv. "stoletá válka" skončila tím, že s výjimkou Calais a Normanských ostrovů Angličané ztratili všechna francouzská území, která před válkou spravovali.
Samotné označení (tj. stoletá válka) pochází z 19. století. Je odvozeno od faktu, vycházíme-li z oficiální datace, že válka trvala fakticky celých 116 let. Nešlo však o nepřetržitý sled bojových akcí, ale o střídavá období prudkých bojů následovaná roky příměří, což je ostatně pro středověké války relativně typické. Z toho důvodu bývá válka často členěna na několik fází. Jedno z nejvíce používaných členění je na tři hlavní fáze, které jsou ohraničeny několika významnými mezníky.
Pro české dějiny je válka známa například i tím, že jako její součást proběhla roku 1346 bitva u Kresčaku, kde na straně Francie bojoval český král Jan Lucemburský. Bitva skončila vítězstvím Anglie a smrtí Jana Lucemburského, kterého následně na českém trůně vystřídal jeho syn Karel.

## Příčiny
Historicky byly Anglie i Francie dvě suverénní království. Nicméně angličtí králové spravovali jako léno značnou část francouzského území. Za tato území museli skládat francouzskému panovníkovi hold, tedy uznat, že statky ve Francii mohou spravovat jen se souhlasem francouzských vládců. O tento stav se prvně "přičinil" roku 1066 normanský vévoda Vilém I. Dobyvatel, který se po bitvě u Hastings (1066) stal anglickým králem a při tom si ponechal své původní francouzské državy. O tyto oblasti držené Angličany ve Francii se sváděly boje se střídavým úspěchem obou stran. Roku 1259 byl prvně smluvně, tak zvanou pařížskou smlouvou potvrzen lenní vztah, kterou jako lenní pán podepsal francouzský panovník Ludvík IX. Francouzský a jako leník pak anglický král Jindřich III. Plantagenet. Anglický král tedy mohl daná území ve Francii držet jako léna. Při každé změně panovníka (ať už na anglické či francouzské straně) měl povinnost znovu složit hold za tato území. V předvečer války zbylo Angličanům z těchto oblastí jen většina Gaskoňska. Na počátku konfliktu francouzský král Filip VI argumentoval tím, že mu anglický vládce Eduard III. jako novému nastupujícímu králi odmítl znovu vzdát hold za daná francouzská území, a proto Eduardovi III. právě tyto državy zabavil. Eduard III. mu tedy vyhlásil válku. Jako záminka mu sloužil ten fakt, že Filip VI. nastoupil roku 1328 na trůn jako člen vedlejší větve Kapetovců, která v ten rok v hlavní linii vymřela po meči. Eduard III. byl ale přes svou matku příbuzným Kapetovců a jeho právníci tvrdili, že právoplatným králem by měl být on, nikoliv Filip VI. z Valois. Problém ale mimo jiné tkvěl v tom, že ve francouzském království se tradičně dědilo království pouze přes mužskou, nikoliv přes ženskou linii, takže anglický nárok byl rychle odmítnut. Navíc se nenarodil ve Francii a byl tedy vnímán v tehdejším smyslu slova jako cizinec. Dalším problémem bylo, že Eduard III. těsně po nástupu Filipa VI. hold složil, odmítal tak ale činit opakovaně. Stoletá válka tedy započala jako lenní konflikt (spor o území), který se pak vyvinul v konflikt dynastický (spor o to, kdo má ve Francii vládnout).
| „                | ... knížata a baroni, zastavajíce názor, že v tak vznešeném království nemůže panovat žena, rozhodli pominout nárok královny Isabely a jejího syna na francouzský dvůr a přenést vládu na Filipa z rodu Valois, což se stalo příčinou nesmírné zhoubné války, jež se pak vedla ve Francii i jinde... | “ |
| — Jean Froissart | |   |

Dalším bodem sporu, který vedl k zostření situace na počátku stoleté války, byly neshody obou království ohledně důležitého obchodního centra, Flander. Flandry podléhaly jako lenní država francouzskému králi. Na druhou stranu Flandry, známé svým textilním průmyslem, potřebovaly dovážet anglickou vlnu, aby vůbec měly co zpracovávat. Francouzský král Filip VI. z Valois se pokusil Anglii ekonomicky oslabit a již roku 1336 vyhlásil sankce vůči anglickým obchodníkům s vlnou, v čemž ho, jako jeho věrný leník, podpořil flanderský hrabě Ludvík. Následovalo odvetné opatření ze strany Angličanů: zákaz vývozu anglické vlny do Flander a dovozu flanderských výrobků (především sukna) do Anglie. Flanderský hrabě reagoval tvrdě a uvěznil některé anglické obchodníky, kteří pobývali v jeho království. Anglický král mu oplatil stejnou mincí. Ve Flandrech následně z ekonomických důvodů vypuklo lidové povstání pod vedením Jakoba van Artelvede. Povstalci požadovali obnovení obchodu s Anglií. Flandry nakonec vyhlásily v anglicko-francouzském konfliktu neutralitu, kterou francouzský král, zaneprázdněný propuknuvší válkou s Anglií, musel nakonec uznat.
Ke zhoršení vztahů mezi oběma zeměmi vedl také jejich poměr ke Skotsku, a byl tak jedním z důvodů, proč byl nový anglo-francouzský konflikt tak intenzivní. Anglické království mělo dlouhodobě komplikované vztahy se Skoty, čehož Francie dlouhodobě využívala. Často se zmiňuje skotsko-francouzská smlouva z roku 1295 jako jakýsi počátek této proti-anglicky zaměřené aliance. Smlouva pak byla opakovaně obnovována. Tato dynamika byla posílena složitými anglo-skotskými vztahy. Skotsko bylo sice původně samostatné království, ale angličtí králové, počínaje Eduardem I., zde ke konci 13. století čím dál tím více posilovali svůj vliv. Anglické zásahy započaly ve větší míře roku 1286, kdy zemřel skotský král Alexandr III. Skotský, aniž by zanechal mužského potomka. Skotští předáci si proto vybrali Eduarda I., aby je pomohl rozsoudit a pomohl jim vybrat nového skotského krále. Eduard I. vybral Jana Balliola za následovníka na trůn. Balliol mu jako první skotský král vzdal hold za celé království, což spousta Skotů vnímala jako zradu, protože Skotsko tím ztratilo status samostatné monarchie. Do té doby bylo totiž tradicí vzdávat hold jen za majetky skotského krále, které měl na území Anglie, nikoliv za Skotsko jako takové. Vztah anglického a skotského krále tedy v mnoha ohledech připomínal ten mezi anglickým a francouzským panovníkem. Skotská šlechta si proto vybrala na jeho místo jako protikrále Roberta Bruce, který byl 1306 korunován ve Scone, tradičním korunovačním místě skotských králů. Nicméně ačkoliv si Bruce vydobyl několik vítězství (nejslavněji asi 1314 v bitvě u Bannockburnu), angličtí králové jej až na výjimky dlouho odmítali označovat jako suveréna, což se moc nezměnilo ani po nástupu jeho syna Davida II. (roku 1329). Eduardovi III. se nakonec povedlo dočasně na trůn dosadit Eduarda Balliola, syna původního pretendenta Jana Balliola, který Eduardovi III. opět slíbil vzdát hold a uznávat ho jako suverénního vládce. Spory mezi Anglií a Skotskem neutichly až do počátku stoleté války a v omezené míře pokračovaly i během ní. Koneckonců francouzský král opakovaně zaslal Skotům před vypuknutím stoleté války materiální pomoc. Podobně jednání samozřejmě logicky vedlo jen ke zhoršení vztahů mezi Anglií a Francií.
Ke zhoršení vztahů rovněž přispěl ten fakt, že papež Benedikt XII. společně s Filipem VI. plánoval vést křížovou výpravu, které se měl účastnit i Eduard III. Získali na to značnou část prostředků. Nicméně k žádné výpravě nakonec nedošlo. Oba panovníci se opakovaně obviňovali z toho, že si peníze získané od církve na výpravu buď nechávají anebo je utrácí na jiné účely. Papež tak nakonec roku 1336 výpravu odložil, čímž byla fakticky zrušena. Jasně se tak ukázalo, že anglický a francouzský panovník budou jen velmi těžce hledat cestu ke spolupráci. Zároveň loďstvo, původně vystavěné na křížovou výpravu, bylo nakonec použito na první akce stoleté války.
Anglický panovník navíc na svém dvoře nechal v době vypuknutí stoleté války hostit Roberta z Artois, šlechtice, který byl v minulosti Filipem VI. kvůli vzájemným sporům vyhnán z Francie. Jeho uvítání na anglickém dvoře francouzský král samozřejmě chápal jako další provokaci.
Nic tak již nebránilo tomu, aby mohl vypuknout nový konflikt, který je dnes znám jako tzv. "stoletá válka".

## Etapy a průběh války
Stoletou válku můžeme rozdělit na tři etapy:
- První etapa (1337–1360)
- Druhá etapa (1360–1415)
- Třetí etapa (1415–1453)

### První etapa (1337–1360)

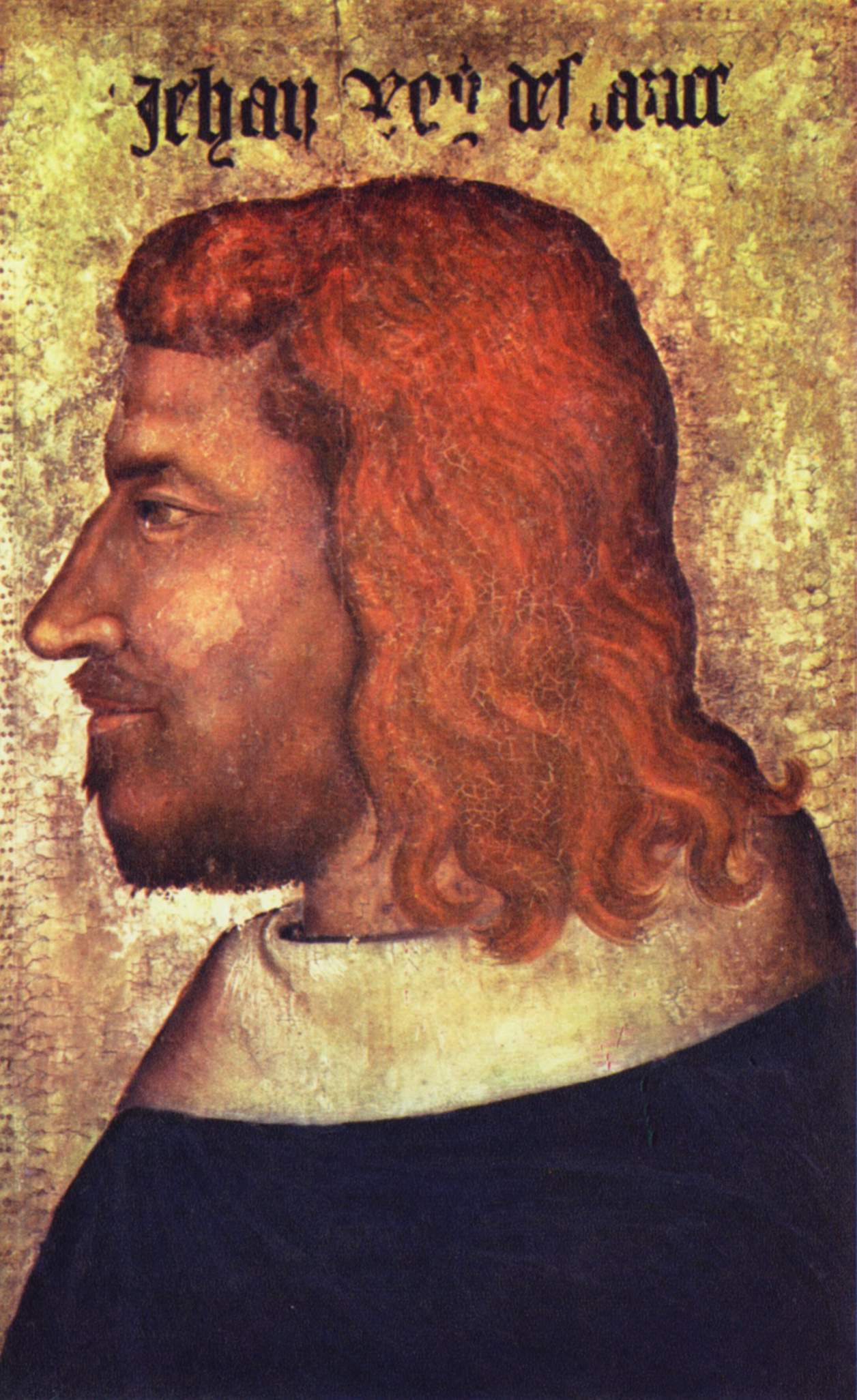
Jan II. na dobovém portrétu

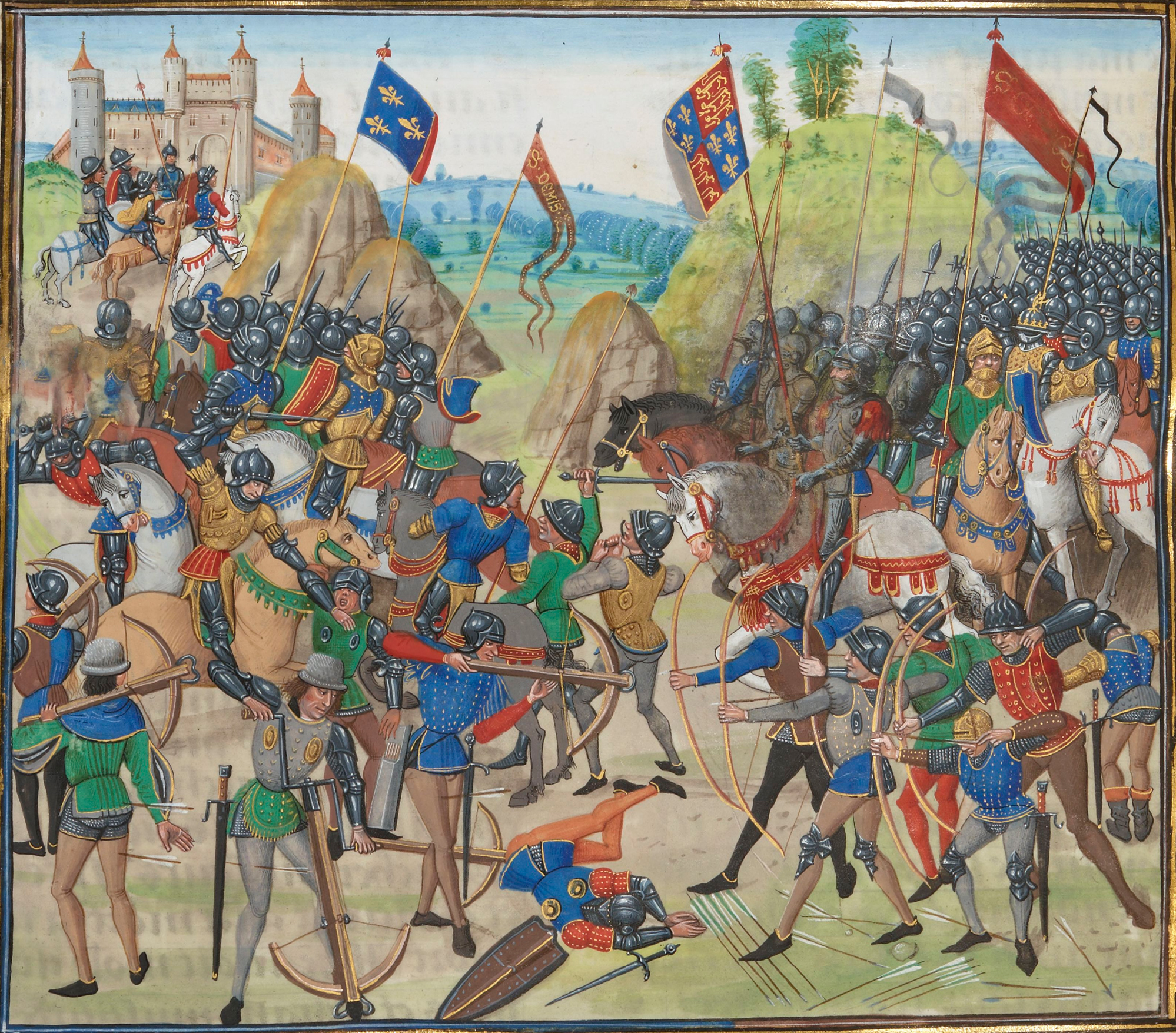
Bitva u Kresčaku – ilustrace z 15. století

Na úplném počátku stoleté války měli Angličané především zájem udržet si své území ve Francii a zároveň upevnit své obchodní postavení ve Flandrech. Neměli to lehké, neboť Francie mohla mít až třikrát více obyvatel a dvakrát více vojáků než Angličané. Spojencem Francie bylo především Skotsko, které chtělo upevnit svou nezávislost, kterou angličtí králové opakovaně zpochybňovali. Anglie pro změnu měla značnou podporu v obchodních flanderských kruzích. Dalším anglickým spojencem byl například Ludvík IV. Bavor, panovník Svaté říše římské, který měl spory s papežem, kterého pro změnu podporoval francouzský král. Eduard III. slíbil Bavorovi velkou finanční odměnu výměnou za vojáky, kteří by sloužili na bitevním poli. Nakonec však Ludvík Bavor anglickému králi nijak nepomohl a místo toho uzavřel roku 1341 dohodu s Filipem VI., která pro něj byla výhodnější kvůli vlivu, který měl francouzský král na papeže. Dále se Eduard III. opíral o některá římská knížata a vévody. Někteří z nich se dokonce aktivně angažovali ve třicátých letech ve Skotsku jako vojenští stoupenci anglického krále. Jak francouzský, tak i anglický panovník se snažili hledat spojence i na Pyrenejském poloostrově. Filip VI. se dočasně dohodl s navarrským králem či Kastílií, kdežto Eduard III. spoléhal více na Portugalské království. Jejich vliv na tento konflikt v této době však asi nelze přeceňovat. 
První tři roky konfliktu by šlo charakterizovat jako spíše období vyčkávání. Jistou roli hrály i nedořešené anglicko-skotské spory. V letech 1337 a 1338 lze například zmínit útok Skotů na anglickou posádku ve městě Stirling anebo snahu Angličanů dobýt skotskou pevnost Dunbar. První větší bitva mezi Anglií a Francií se tak konala až u Sluys téměř tři roky po oficiálním vyhlášení války. Vítězství v námořní bitvě u Sluys v roce 1340 zajistilo Angličanům dlouhodobou kontrolu nad průlivem La Manche. Od tohoto roku se také již naprosto pravidelně anglický král označoval v listinách jako ten „pravý“ král Francie, kdežto Filip VI. byl chápán jako pouhý pretendent a „falešný“ král. Zatímco se Angličanům dařilo v námořních střetech, v pozemních tolik štěstí neměli. Proto museli roku 1340 uzavřít roční příměří v Escheplin, které bylo roku 1343 prodlouženo v Malestroit. Ztratili dokonce i svého spojence Jakoba van Artevelde. Roku 1345 byl zavražděn poté, co se pokusil dosadit na flanderský trůn prince z Walesu. Mezitím navíc začal Eduardovi opět působit problémy skotský král David II., který se roku 1342 vrátil z francouzského exilu a povedlo se mu dobýt několik pevností jako například Roxburgh či Stirling. Těžiště války se přeneslo do Bretaně, kde tamější vládce Jan III. Bretaňský umřel, aniž by zanechal dědice. Trůn si nárokoval nevlastní bratr Jan z Montfortu (1294–1345), který byl podpořen anglickým králem, a neteř Jeanne z Penthiévre (Johana Flanderská), která měla podporu Filipa VI.
Roku 1346 zvítězila anglická armáda vedená Eduardem III. ve významné bitvě u Kresčaku nad mnohonásobnou přesilou Francouzů. V tomto boji se hlavně osvědčili velšští lukostřelci. Eduard III. upevnil jejich morálku tím, že přikázal svým rytířům sesednout z koní a bojovat bok po boku s lukostřelci. V této bitvě padl též významný spojenec Francie, český král Jan Lucemburský, tehdy již slepý. Jeho chrabrosti vzdal údajně později hold anglický princ Eduard, syn Eduarda III. Přijal do svého znaku tři pera z chocholu jeho přilby a za své přijal i jeho heslo Ich diene (sloužím). Ve stejný rok rovněž anglické vojsko zvítězilo nad Skoty v bitvě u Neville Crossu, kde se jim dokonce podařilo zajmout Davida II., který se aktivně zapojil do dění na přání francouzského krále. David II. zůstal následujících jedenáct let v anglickém zajetí.
V mnoha bitvách stoleté války se projevil rozdíl v taktice Anglie a Francie. Francouzská vojska se skládala především ze šlechtické jízdy a z oddílů měšťanů a žoldnéřů. Šlechta nižším stavem pohrdala a bránila jim zapojit se do bitvy. Tyto neshody a dokonalejší taktika Angličanů vedly k sérii proher a tragédií. Naproti tomu Eduard III. disponoval nejen výbornou jízdou, ale i výbornými lukostřelci z Walesu ozbrojenými dlouhými luky. V bitvách stoleté války byli lukostřelci schopni vyřadit z boje francouzské jezdce dříve, než se jejich dlouhá kopí a těžké meče dostaly vůbec ke slovu. Lukostřelci se ukázali jako nepostradatelná součást anglické armády.
V roce 1347 po dlouhodobém obléhání dobyli Angličané přístavní město Calais a drželi ho pak déle než dvě stě let. V roce 1347 byl uzavřen osmiletý mír mezi Francií a Anglií trvající do roku 1355, kterým si Eduard III. držel své pozice. Anglii i Francii nicméně roku 1348 postihla brutální epidemie moru. Po smrti Filipa VI. v roce 1350 nastoupil na francouzský trůn jeho syn Jan II. přezdívaný Dobrý. Jan II. konflikt obnovil. Jako záminka mu sloužil již několik let probíhající konflikt v Bretani, do kterého Eduard III. zasahoval. V bitvě u Poitiers v roce 1356 byli Francouzi poraženi princem Eduardem (synem Eduarda III.) a král Jan II. byl spolu s mnoha svými šlechtici zajat. V následných zmatcích se vlády ve Francii chopil Karel V., přezdívaný Moudrý, syn Jana II. S pomocí panstva a duchovenstva roku 1358 potlačil protiválečnou vzpouru pařížských měšťanů, vedenou Étiennem Marcelem, a také sedláků jacqueriei.
Mírem v Brétigny v roce 1360 skončila první etapa stoleté války. Anglický král Eduard III. se zřekl francouzské koruny a Flandry setrvaly v moci Francouzů. Angličanům však zůstalo přístavní město Calais a také většina francouzského území (oblasti jako Akvitánie, Poitou či Ponthieu). Kromě toho měl král Jan zaplatit obrovské výkupné v hodnotě tří milionů dukátů. Když nezaplatil, byl jako zajatec odveden do Anglie, kde v roce 1364 zemřel. Před svou smrtí udělil svému druhému synovi Filipu Smělému Burgundské vévodství.

### Druhá etapa (1360–1415)

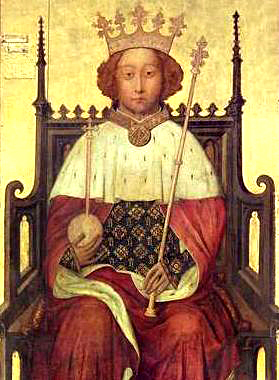
Richard II.

Mírem z Brétigny začalo druhé období stoleté války. Na francouzský trůn v roce 1364 nastoupil Karel V. Francouzský a za několik let Francouzi obnovili boje. Teď však už změnili svou taktiku a pod vedením schopného vojáka Bertranda z Guesclinu vedli malou válku, bránili města a velkým bitvám se opatrně vyhýbali. Válka se dočasně přesunula rovněž i na Pyrenejský poloostrov. Král Kastílie, Petr I. Kastilský, byl roku 1366 vyhnán svým nevlastním bratrem, nicméně „Černý princ“ (princ Eduard) ho ve svém boji podpořil, čímž mu pomohl k návratu na trůn o rok později. Francouzský panovník naopak podpořil Petrova oponenta Jindřicha z Trastamary (Jindřich II. Kastilský), který nakonec zvítězil a 1369 se stal kastilským králem. Roku 1372 byla anglická vojska nakonec poražena kastilskou armádou v námořní bitvě u La Rochelle. Vyhýbavá taktika se francouzskému králi vyplácela a v roce 1380 zůstaly v anglické moci už jen Bayonne, Bordeaux, Brest, Cherbourg a Calais.
Za vlády Karla V. Francie prosperovala. Král zbavil zemi loupeživých band bývalých žoldnéřů a dal zbourat mnoho hradů, aby se nestaly anglickou oporou. Nařídil, aby parlament zasedal stále, nikoliv jak dosud příležitostně, a právo vydávat zákony vyhradil jen panovníkovi. Podporoval vědu a umění, rozšířil Paříž, zvelebil Louvre a založil několik zámků.
V roce 1377 zemřel v Anglii po padesátileté vládě král Eduard III. a zanechal vládu svému vnukovi, Richardu II., synovi prince Eduarda (princ totiž zemřel roku 1376). Jeho strýcové Jan z Gentu, vévoda z Lancasteru, Edmund z Cambridge, vévoda z Yorku a Thomas z Woodstocku, vévoda z Gloucesteru, uznali mladého krále a svolili k zřízení zvláštní vlády. Období panování Richarda II. však nebylo pokojné. Anglo-francouzský spor se projevil i v době papežského schizmatu, které započalo roku 1378. Francie podpořila Klementa VII., kdežto Anglie Urbana VI. V roce 1381 musel Richard II. řešit situaci ohledně nově vypuklého lidové povstání, které si pod vlivem Jana Wicliffa kladlo za cíl rovnost všech stavů a zároveň protestovali proti daňovým nárokům (především tzv. „daně z hlavy“), které na ně dlouhá válka kladla. Povstalci se pod vedením Wata Tylera zmocnili Toweru. Povstání bylo však potlačeno a Wat Tyler zavražděn.
Po porážce povstání Wata Tylera se Richard obrátil proti parlamentu a proti svým strýcům, kteří neustále omezovali jeho moc. Roku 1389 se sám chopil plně moci a o osm let později, v roce 1397, dal některé své protivníky zajmout a některé i popravit. Omezil moc parlamentu a začal vládnout absolutisticky. V roce 1399 zemřel Richardův strýc Jan z Gentu a Richard se zmocnil jeho majetku. Syn Jana z Gentu, Jindřich (budoucí Jindřich IV. Anglický), využil královu nepřítomnost v Anglii (Richard tehdy podnikl válečnou výpravu do Irska) a vrátil se z exilu do Anglie. Spojil se s nespokojenými stavy, a když se Richard vrátil, byl zajat a zbaven královské koruny. Parlament potom přijal za krále syna Jana z Gentu jako Jindřicha IV. Na anglický trůn tak v osobě Jindřicha IV. dosedla dynastie Lancasterů. Sesazeného krále Richarda II. popravili (snad tak, aby jeho smrt mohla vypadat jako přirozená) v roce 1400 ve vězení na hradě Pontefract.
Ve Francii od roku 1380 vládl syn Karla V. Karel VI. a pro zemi tehdy nastaly zlé časy. Za mladého panovníka nejprve vládli jeho strýcové. V zemi vypuklo několik povstání; v Paříži, ve Flandrech i jinde. Povstání byla potlačena a v roce 1384 se vlády ve Flandrech ujal burgundský vévoda Filip. Po získání Flander se začalo Burgundsko Francii stále více odcizovat a vedlo stále nezávislejší politiku.
V roce 1388 se Karel VI. odvrátil od svých strýců a vybral si rádce z příslušníků nižší šlechty. V roce 1392 se u něj objevil první záchvat duševní choroby a vlády se znovu chopili jeho strýcové. Když v roce 1404 burgundský vévoda Filip zemřel, jeho syn Jan Nebojácný si chtěl zachovat svůj vliv a postavení ve vládě. Když se mu v tom pokoušel zabránit králův bratr Ludvík, dal jej Jan v roce 1407 zavraždit. Následovala občanská válka mezi burgundskou a orleánskou stranou, kde Anglie podpořila burgundskou frakci Jana Nebojácného.

### Třetí etapa (1415–1453)

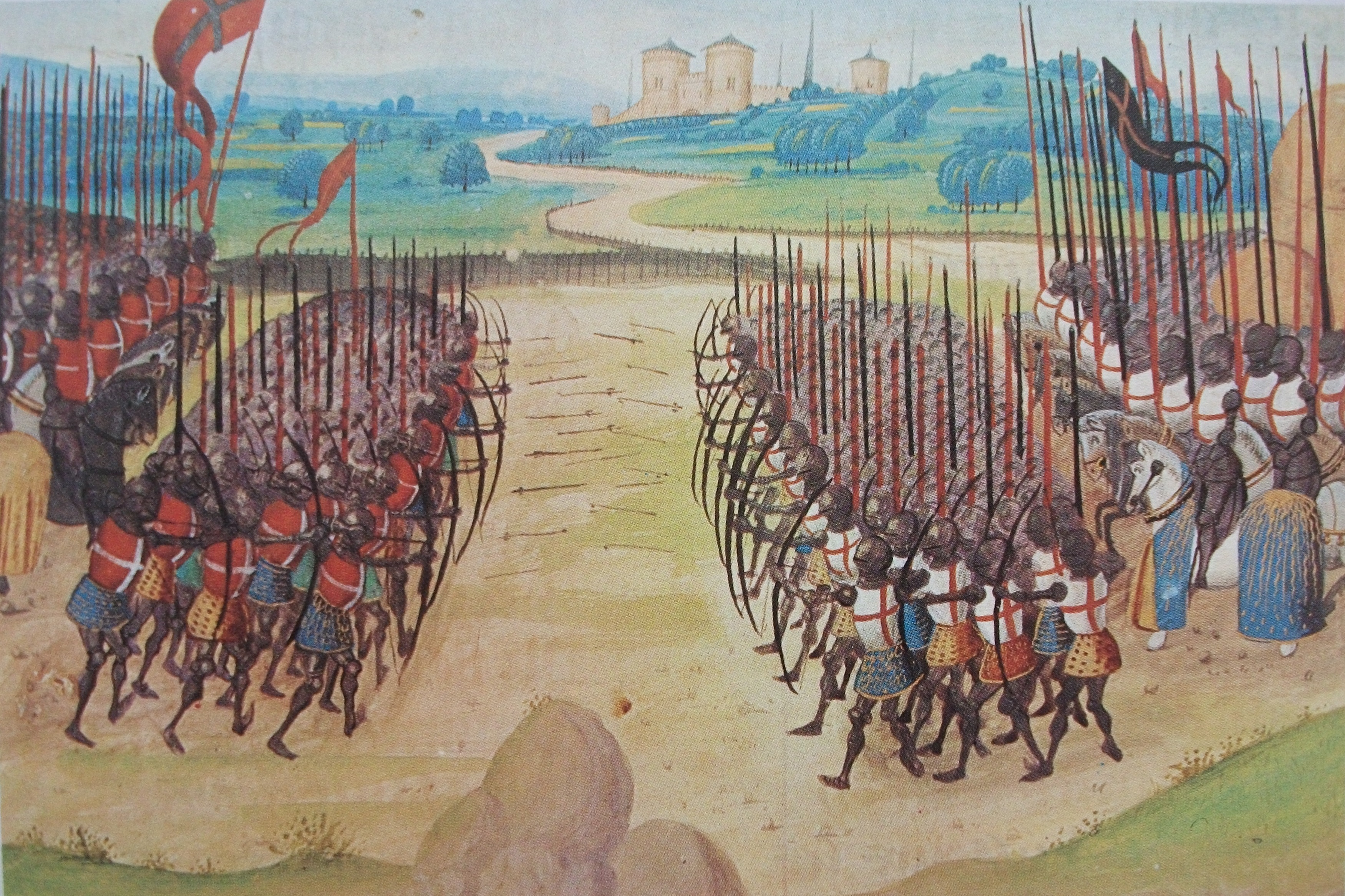
Bitva u Azincourtu

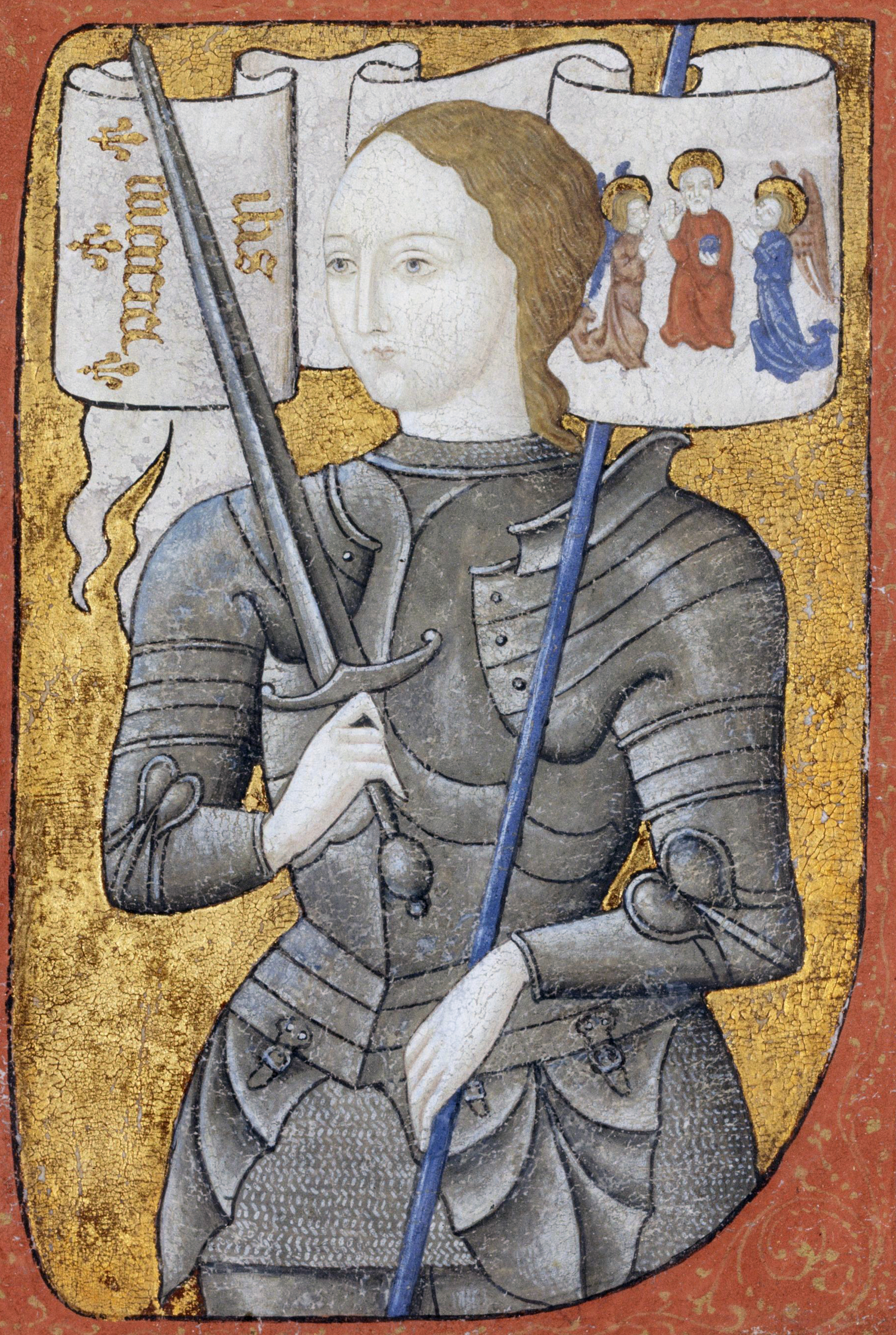
Jana z Arku

Nepokojů ve Francii využil nový anglický král Jindřich V., syn Jindřicha IV., a v roce 1415 se vylodil v Normandii. Tak začalo třetí a poslední období dlouhého válečného konfliktu. Ještě v tomtéž roce zvítězil Jindřich V. nad výraznou přesilou Francouzů v bitvě u Azincourtu podobnou taktikou, jakou použili Eduard III. a princ Eduard v bitvě u Kresčaku a v bitvě u Poitiers. Jindřich ovládl celou Normandii a v roce 1420 uzavřel s francouzskou královnou Isabelou a novým burgundským vévodou Filipem Dobrým smlouvu z Troyes. Podle ní měl Jindřich V. dostat za manželku dceru Karla VI. Kateřinu a po tchánově smrti zasednout na francouzský trůn. Syn Karel měl být z následnictví vyloučen. Oba trůny měly být spravovány jednou osobou. Tehdy Angličané našli v burgundském vévodovi mocného spojence.
Jindřich se však francouzské koruny nedočkal. V roce 1422, jen sedm týdnů před Karlem VI., nečekaně zemřel. Zanechal po sobě devítiměsíčního syna Jindřicha VI. Ač nemluvně, byl následník trůnu uznán za krále v Anglii a části Francie severně od Loiry a v Guyenne. V Anglii za něho vládl vévoda z Gloucesteru a ve Francii jeho strýc, vévoda z Bedfordu. V ostatních oblastech Francie vládl z města Bourges syn Karla VI., princ Karel z Valois, devatenáctiletý mladík, kterému, kvůli jeho sídelnímu městu, Angličané posměšně říkali Králík z Bourges. Proti němu pokračoval ve válce vévoda z Bedfordu, jehož vojska postoupila před Loiru a v roce 1428 oblehla Orléans. Byla to poslední pozice francouzských vojenských sil a strategicky obrovsky důležité město - prolomením francouzsko-anglické hranice na Loiře by už Angličanům nic nebránilo dobýt zbytek Francie. Pod velením známého Jeana de Dunois, přezdívaného Bastard orleánský, se Francouzi bránili až do příchodu posil. Přivedlo je prosté venkovské děvče Johanka a Orléans ji přijal s obrovským nadšením. V roce 1429 se jí podařilo Orléans osvobodit, čímž získala své bojové jméno Panna Orleánská. V témže roce byl v Remeši, kterou Panna předtím dobyla, korunován princ Karel francouzským králem, který již Angličany nemohl být nazýván Králík z Bourges, nýbrž minimálně Vzdorokrál.

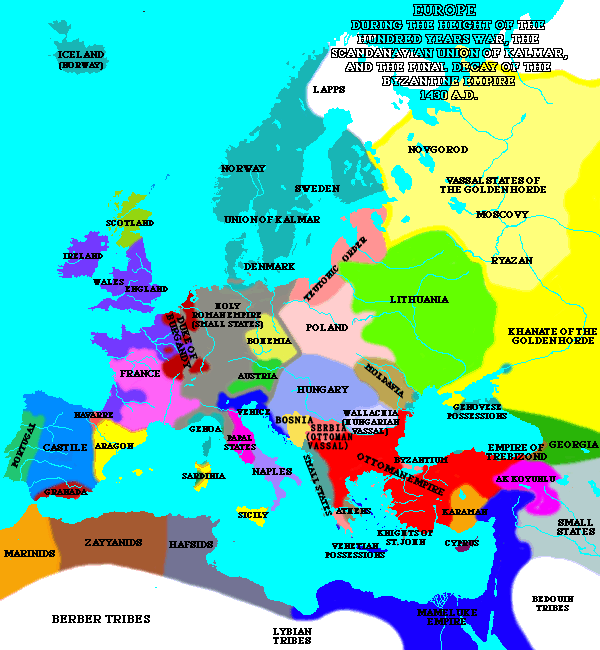
Evropa kolem roku 1430

Vystoupením Jany z Arku ve stoleté válce se ve větší míře uplatnily lidové síly. Válka proti Angličanům nabyla národního charakteru. Angličané museli náhle čelit potížím ze všech stran. Vztahy s burgundským vévodou se začaly zhoršovat. Jejich vojska ve Francii strádala nedostatkem zásob a posil. Počaly neshody mezi dvěma nejmocnějšími panovníky lancasterské linie, vévodou z Bedfordu a vévodou z Gloucesteru.
Osvobození města Orléans a porážka Angličanů u měst Pataye a Jargeau znamenaly obrat ve válce. Vysoká šlechta však údajně záviděla Janě z Arku její postavení a těžce nesla, že spásu Francii přineslo obyčejné děvče. Jana byla nakonec vyštvána z královského dvora a vrátila se zpět do boje. Při osvobozování Compiégne byla zajata Burgunďany a v roce 1431 v Rouenu upálena.
V roce 1435 bylo svoláno zasedání do města Arras, na které se dostavili vyslanci skoro všech evropských států. Mělo se zde rozhodnout o osudu Francie. Nepřekonatelné rozpory mezi Anglií a Francií však jakékoliv dohodě zabránily. Válka proto pokračovala. Angličané však ztratili svého burgundského spojence. Příklon k Francii znamenal pro Burgundsko zisk mnoha území a lenní nezávislost na francouzském králi až do Karlovy smrti.
Pak už Angličany stíhala jedna porážka za druhou. V roce 1436 dobyli Francouzi Paříž a v roce 1449 Normandii. Angličané na závěr v roce 1453 prohráli bitvu u Castellione a museli válečné akce přerušit (ve Francii zůstalo v jejich moci jedině přístavní město Calais s okolím a Normanské ostrovy). Zdálo se, že to bude opět jen jedno z mnoha příměří. Anglie však byla konfliktem vyčerpaná a vzápětí upadla do třicetileté války růží. K tomu politika Ludvíka XI., který si opakovaným tučným výkupným zajišťoval ze strany Angličanů prodlužování příměří, to vše nakonec učinilo své. Nejdelší konflikt středověké Evropy skončil nenápadně. Jako poslední tečka bývá uváděna mírová smlouva z Picquigny z roku 1475, kterou podepsal Ludvík XI. za Francii a Eduard IV. za anglickou monarchii.
Calais získali Francouzi za zcela jiných okolností v roce 1558. Jediné území z těch dob, které se Angličanům na Francouzech podařilo získat a dodnes udržet, jsou Normanské ostrovy. Stoletá válka znamenala pro Angličany ztrátu nadějí na zisk francouzských území, ale také vedla k upevnění pozice parlamentu, který musel opakovaně královi za války schvalovat daně. Rovněž znamenala posílení „národního“ vědomí, které souviselo s vymezením se vůči nepříteli.

## Chronologie
I. etapa (1337–1360)

Vývoj stoleté války. Francouzi: žlutá; Angličané: šedá; Burgunďané: tmavě šedá.

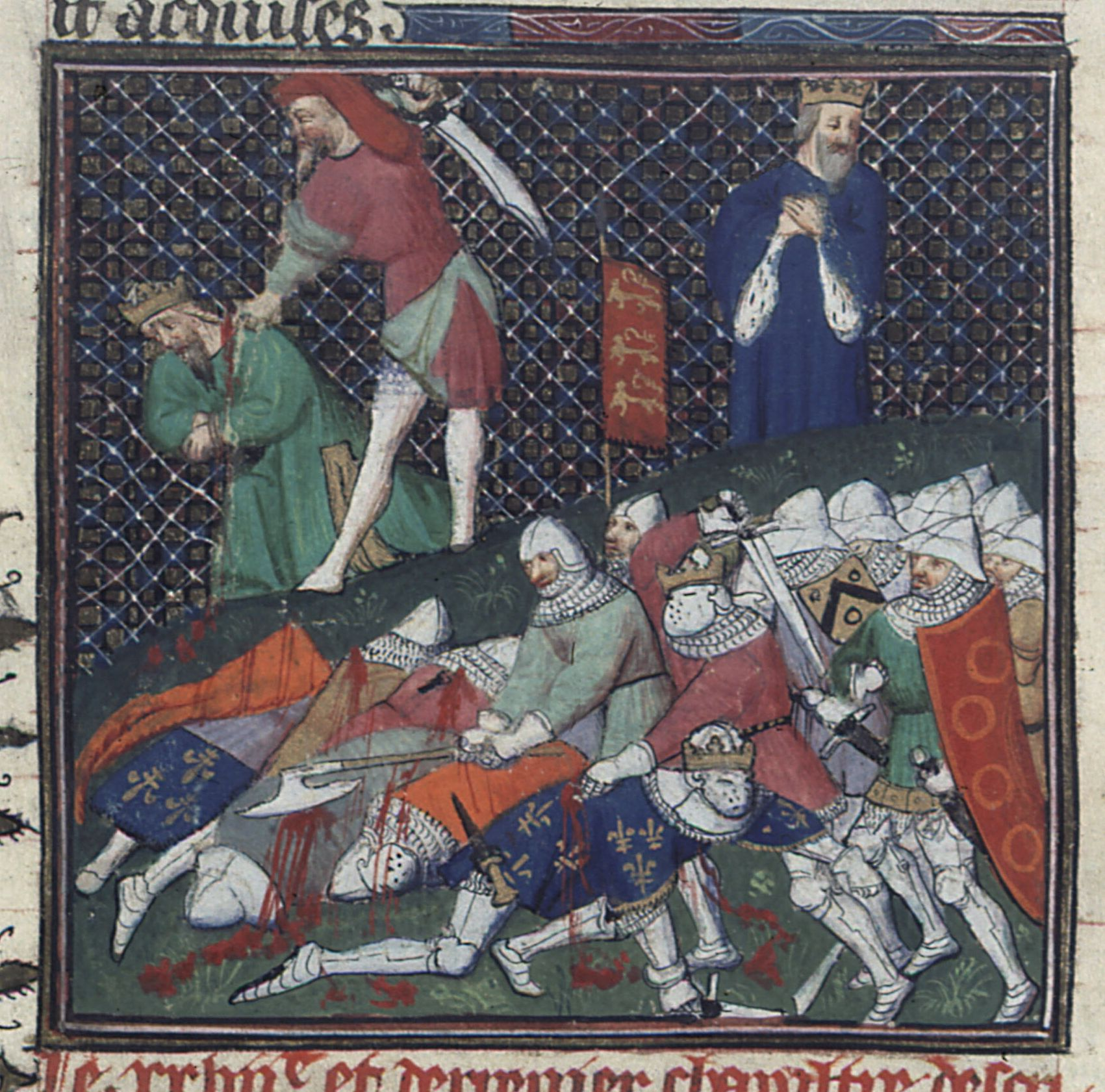
Zajetí francouzského krále Jana II. v bitvě u Poitiers roku 1356

- 1337 – král Eduard III. vznesl nárok na francouzský trůn, začátek otevřeného konfliktu mezi Anglií a Francií
- 1338 – francouzské loďstvo napadlo a vypálilo anglický přístav Portsmouth
- 1340 – Angličané porazili francouzské loďstvo u Sluys, což jim zajistilo dlouhodobou nadvládu nad kanálem La Manche
- 1345 – v Gentu byl zavražděn významný spojenec Anglie Jakob van Artevelde
- 1346 – bitva u Kresčaku. Anglie porazila Francii, v této bitvě padl Jan Lucemburský, začátek obléhání přístavu Calais
- 1347 – po počátečních bojích se obě strany finančně vyčerpaly, v důsledku čehož uzavřely osmileté příměří; po dlouhodobém obléhání se francouzský přístav Calais vzdal anglickému králi Eduardu III.
- 1350 – po smrti Filipa VI. usedl na francouzský trůn Jan II.
- 1355 – konec příměří mezi Anglií a Francií, uzavřeného v roce 1347
- 1356 – princ Eduard zajal u Poitiers Jana II.
- 1358 – povstání měšťanů v Paříži, zároveň i selské povstání

II. etapa (1360–1415)

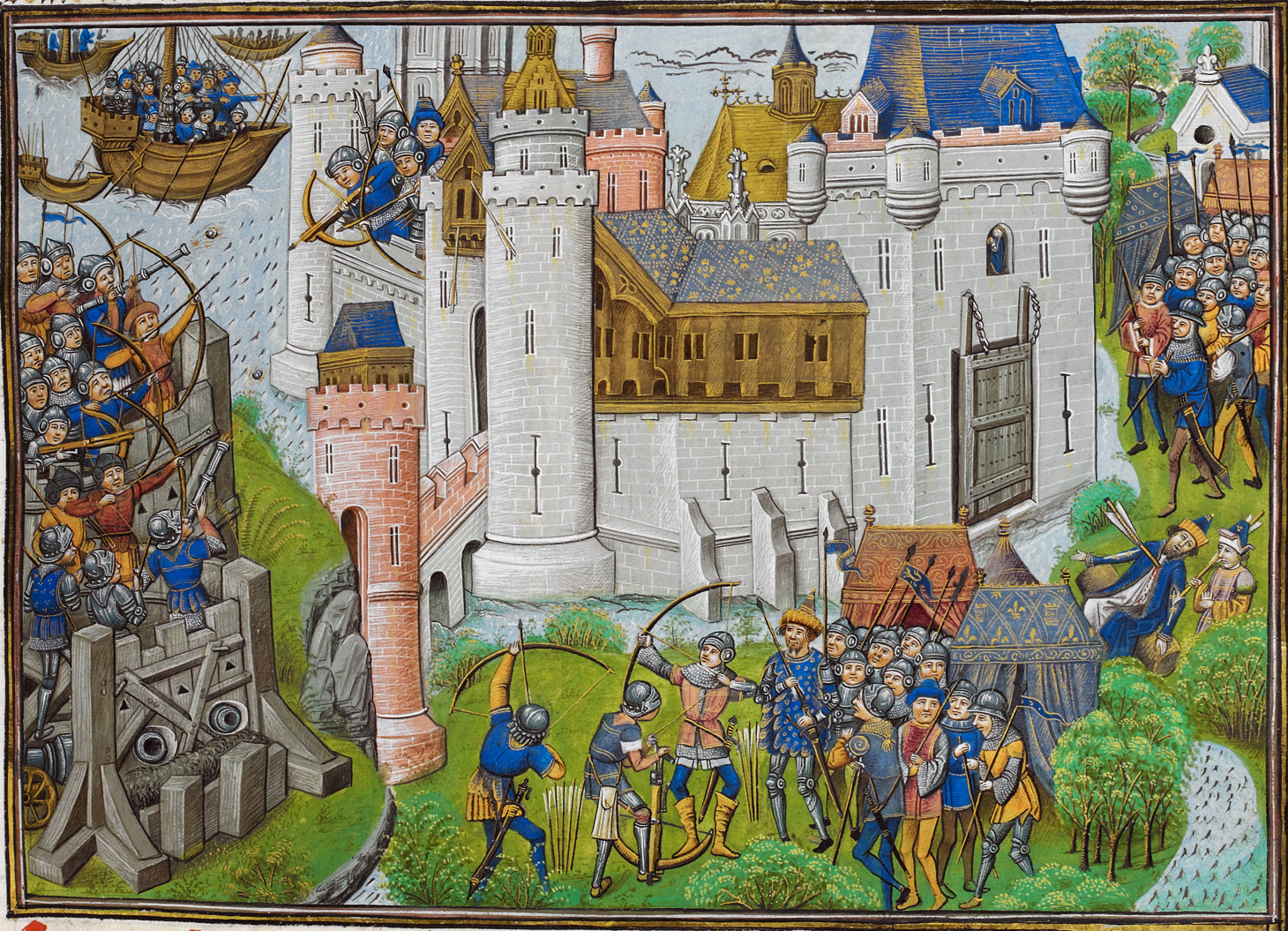
Obléhání Mortagne roku 1378

- 1360 – Francie uzavřela s Anglií v Brétigny mír, který dovoloval Angličanům ponechat si všechna získaná území, Francie na pokraji katastrofy
- 1364 – Jan II. zemřel v anglickém zajetí, králem se stal Karel V.
- Karel V. znovu vyhlásil válku Anglii a vyhnal Angličany z mnoha oblastí Francie
- 1377 – v Anglii zemřel král Eduard III. a vládu zanechal svému vnukovi Richardu II.
- 1380 – v anglické moci zůstaly už jen Bayonne, Calais, Cherbourg, Brest a Bordeaux, vlády ve Francii se po smrti svého otce Karla V. ujal Karel VI.
- 1381 – lidové povstání v Anglii, vedené Watem Tylerem
- 1388 – Karel VI. se odvrátil od svých strýců a vybral si poradce z řad nižší šlechty
- 1392 – u Karla VI. propukla duševní choroba, jeho strýcové se znovu chopili vlády
- 1413 – Jindřich V. korunován králem Anglie

III. etapa (1415–1453)
- 1415 – Jindřich V. obnovil nárok na francouzský trůn a vylodil se v Normandii
- 1420 – Jindřich V. uzavřel v Troyes smlouvu s francouzskou královnou Izabelou a burgundským vévodou Filipem Dobrým, která uznávala Jindřicha V. za dědice francouzské koruny
- 1422 – smrt Jindřicha V. a Karla VI., válka pokračovala pod vedením Jindřichova bratra, vévody z Bedfordu
- 1429 – Jana z Arku osvobodila Orléans a porazila Angličany u města Pataye
- 1431 – Jana z Arku prohlášena čarodějnicí a upálena v Rouenu, Anglie začala ztrácet své postavení ve Francii
- 1449 – Normandie znovu dobyta Francouzi
- 1453 – konec stoleté války, Angličané ztratili všechna území kromě přístavu Calais

### Primární
- Calendar of the Close Rolls Preserved in the Public Record Office: Edward III A.D.1333-1337. MAXWELL LYTE, Henry ed. Londýn, 1898. (anglicky)
- Calendar of the Close Rolls Preserved in the Public Record Office: Edward III A.D.1337- 1339. MAXWELL LYTE, Henry ed. Londýn, 1900 (anglicky)
- Calendar of Papal Registers Relating to Great Britain and Ireland. BLISS, W.H.; JOHNSON, C ed. II. vyd. Londýn: [s.n.], 1895. (latinsky/anglicky)
- Collection générale des documents francais qui se trouvent en Anglettere. DELPIT, Julius ed. I. vyd. Paříž: [s.n.], 1847. (francouzsky/latinsky)
- Edward III and his Wars. JAMES, Ashley ed. Londýn: D. Nutt, 1887. (latinsky/francouzsky)
- Jean Froissart. Kronika stoleté války. Praha: Mladá Fronta, 1977, 229 s.
- Jean le Bel. Les vrayes Chroniques de Messire Jehan le Bel. Brusel, 1863. (francouzsky)
- Johannis de Fordun. Chronica Gentis Scotorum. Edinburgh: Edmonston and Douglas, 1871. (latinsky/anglicky)
- Henri Knighton. Chronicon Henrici Knighton. II. vyd. Londýn, 1889. (latinsky)
- Historical Papers and Letters from the Northern Registers. BAINE, James ed. II. Londýn: Longman and Co., 1873. (anglicky)
- Political Poems and Songs Relating to English History. WRIGHT, Thomas ed. Londýn: Longman, 1889. (latinsky/anglicky/francouzsky)
- Ranulf Higden. Polychronicon Ranulphi Higden Monarchi Cestrensis. Michigan: University of Michigan Library, 2006. (anglicky)
- Records of the Parliament of Scotland to 1707 [online]. St Andrews: University of St Andrews, 2017. https://www.rps.ac.uk/ (anglicky)
- Regesta Regum Scottorum. BARROW, G.W.S.; DUNCAN, W.S. V. vyd. Edinburgh: Edingburgh University Press, 1988. (latinsky/anglicky)
- The Poems of Laurence Minot. HALL, Joseph ed. Oxford: Clarendon Press, 1914.  (latinsky)
- Thomas Gray. Scalacronica. Glasgow: J. Maclehouse, 1907. (latinsky/anglicky)

### Sekundární
- ALLMAND, Christopher T. The hundred years war : England and France at war, c. 1300-c. 1450. Cambridge ; New York: Cambridge University Press, 1988. 207 s. Dostupné online. ISBN 0521264995. (anglicky)
- ASHLEY, William. James and Philip Artevelde. Londýn: MacMillan and Company, 1883. (anglicky)
- BLOCH, Marc. Feudální společnost. Praha: Argo, 2010.
- BROWN, Michael. The Black Douglases. Edinburgh: John Donald, 2000. (anglicky)
- BULLÓN-FERNANDÉZ, María. England and Iberia in the Middle Ages. New York: Palgrave Macmillan, 2007. (anglicky)
- CARTWRIGHT, Mark. The Hundred Years´ War: Consequences and Effects. Ancient History Encyclopedia. https://www.ancient.eu/article/1520/the-hundred-years-war-consequences--effects/ (anglicky)
- CONTAMINE, Philippe. Válka ve středověku. Praha: Argo, 2004.
- CURRY, Anne. The Hundred Years War. Hampshire: Palgrave Macmillan, 2003. (anglicky)
- DÉPREZ, Eugéne. Les Préliminaires de la Guerre de Cent Ans. Paris: 1902. (francouzsky)
- FAVIER, Jean. La Guerre de Cent Ans. Paříž: Fayard, 1980. (francouzsky)
- FERRO, Marc. Dějiny Francie. Praha: Nakladatelství lidové noviny, 2009.
- HALE, J.R. Europe in the Middle Ages. Londýn: Faber and Faber, 1965. (anglicky)
- HUIZINGA, Johan. Podzim středověku. Praha: Paseka, 2010.
- JONES, Michael; ABULAFIA, David. The New Cambridge Medieval History. VI. vyd. Cambridge: Cambridge University Press, 2015. (anglicky)
- KOVAŘÍK, Jiří. Čas stoleté války : (1356-1450) : rytířské bitvy a osudy III. Praha: Mladá fronta, 2006. 346 s. ISBN 80-204-1499-1.
- KOVAŘÍK, Jiří. Rytířská krev : (1208-1346) : rytířské bitvy a osudy II. Praha: Mladá fronta, 2006. 338 s. ISBN 80-204-1401-0.
- LE GOFF, Jacques. Svatý Ludvík. Praha: Argo, 2012.
- LUCAS, Henry. "Diplomatic Relations between England and Flanders from 1329 to 1336". Speculum [online]. 1936. https://www.jstor.org/stable/2846875 (anglicky)
- LUCAS, Henry. "The Sources and Literature on Jacob van Artevelde". Speculum [online]. The University of Chicago Press, 1933. https://www.jstor.org/stable/2846742 (anglicky)
- MACDOUGALL, Norman. An Antidote to the English. East Lothian: Tuckwell Press, 2001. (anglicky)
- MACINESS, Iain. Scotland´s Second War of Independence, 1332-1357. Woodbridge: The Boydell Press, 2016. (anglicky)
- MOORE, John. Count Baldwin IX of Flanders, Philip Augustus, and the Papal Power. Speculum [online]. 1962. https://www.journals.uchicago.edu/doi/10.2307/2850600  (anglicky)
- NEILLANDS, Robin. The Hundred Years War. New York: Routledge, 2001. (anglicky)
- NICHOLSON, Ranald. Scotland: The Later Middle Ages. Edinburgh: Mercat Press, 1978. (anglicky)
- NICOLLE, David. Kreščak 1346. Triumf dlouhého luku. Praha: Grada, 2007. 96 s. ISBN 978-80-247-1889-7.
- OFFLER, H.S. England and Germany at the Beginning of the Hundred Years´ War. The English Historical Review [online]. 1939 [cit. 2021-02-20]. https://doi.org/10.1093/ehr/LIV.CCXVI.608 (anglicky)
- PENMAN, Michael. David II, 1329-1371. East Lothian: Tuckwell Press, 2004. (anglicky)
- PENMAN, Michael. Robert the Bruce: King of Scots. New Haven: Yale University Press, 2014. (anglicky)
- PRESTWICH, Michael. Plantagenet England 1225 - 1360. Oxford: Oxford University Press, 2005.
- ROYER-HEMET, Catherine. Prédication et propagande au temps d´Édouard III Plantagenet. Paříž: PUPS, 2013. (francouzsky)
- SEWARD, Desmond. The Hundred Years War:The English in France 1337-1453. New York: Penguin Books, 1999. 304 s. Dostupné online. ISBN 0140283617. (anglicky)
- SHERBORNE, J.W. The Battle of La Rochelle and the War at Sea. 2007 (anglicky)
- SPĚVÁČEK, Jiří. Král diplomat. Praha: Panorama, 1982.
- STUART, John; BURNETT, George ed. The Exchequer Rolls of Scotland. I. vyd. Edinburgh: [s.n.], 1878. (latinsky/anglicky)
- SUMPTION, Jonathan. The Hundred Years War I. Trial by Battle. Philadelphia: University of Pennsylvania Press, 1999. 672 s. ISBN 978-0-8122-1655-4. (anglicky)
- SUMPTION, Jonathan. The Hundred Years War II. Trial by Fire. Philadelphia: University of Pennsylvania Press, 2001. 696 s. ISBN 978-0-8122-1801-5. (anglicky)
- SUMPTION, Jonathan. The Hundred Years War III. Divided Houses. Philadelphia: University of Pennsylvania Press, 2011. 1024 s. ISBN 978-0-8122-2177-0. (anglicky)
- TOUT, T.F. History of England: From the Accession of Henry III to the Death of Edward III. New York: Longmans, Green and Company. (anglicky)
- TRAUTZ, Fritz. Die Könige von England und das Reich. Heidelberg: C. Winter, 1961. (německy)
- TYERMAN, C.J. Philip VI and the Recovery of the Holy Land. The English Historical Review [online]. https://www.jstor.org/stable/569926  (anglicky)
- URBAN, Jan. Kresčak. 26. srpna 1346. Praha ; Litomyšl: Paseka, 2000. 86 s. ISBN 80-7185-324-0.
- VILLALON, Andrew; KAGAY, Donald. The Hundred Years War. Boston: Brill, 2008. (anglicky)
- WAGNER, John. Encyclopedia of the Hundred Years War. Londýn: Greenwood Press, 2006. (anglicky)